# حسين الصدر
حسين إسماعيل الصدر عالم وفقيه ديني شيعي عربيّ عراقي ولد في في مدينة الكاظمية في بغداد عام 1951، ولهُ العديد من المؤلفات من بينها  تفسير القرآن الكريم في 30 جزءاً،. شغل منصب عضو في الجمعية الوطنية الانتقالية المؤقتة عامي 2004 و2005.

## آراءه
انتخاب العلمانيين جائز بشرط توافر الوطنية والكفاءة والنزاهة